# Bigugo (periodiskt vattendrag)
Bigugo är ett periodiskt vattendrag i Burundi.   Det ligger i provinsen Karuzi, i den centrala delen av landet, 100 kilometer öster om huvudstaden Bujumbura.
Omgivningarna runt Bigugo är en mosaik av jordbruksmark och naturlig växtlighet. Runt Bigugo är det ganska tätbefolkat, med 160 invånare per kvadratkilometer.